# Zuavos de la Muerte
Los Zuavos de la Muerte (polaco: Żuawi śmierci) fue una unidad militar polaca durante la Revuelta de enero, formada en febrero de 1863 por voluntarios en Ojców, Polonia, por el francés François Rochebrune (polaco: Franciszek Rochebrune). Rochebrune había sido sargento en la unidad de Zuavos franceses. Su formación provino de estos, con los cuales había servido durante la guerra de Crimea. Los zuavos de la muerte fueron muy apreciados por su valentía, pero sufrieron muchas bajas y su número se redujo considerablemente en cuestión de meses. La unidad dejó de existir cuando la rebelión fue derrotada en 1864. Después de los combates en Polonia, Rochebrune regresó al ejército francés, como capitán y  más tarde ascendido a coronel.

## Nombre
El nombre de la unidad se refería a las formaciones francesas originales, inicialmente reclutadas de una tribu particular de los Bereberes, los Zouaoua del norte de África, en la Argelia francesa en 1830. La parte "de muerte" del nombre hacía referencia al juramento que los miembros de la unidad debían jurar al ser aceptados, que establecía que el único resultado de los combates militares en los que la unidad debía participar era "la victoria o la muerte".

## Historia

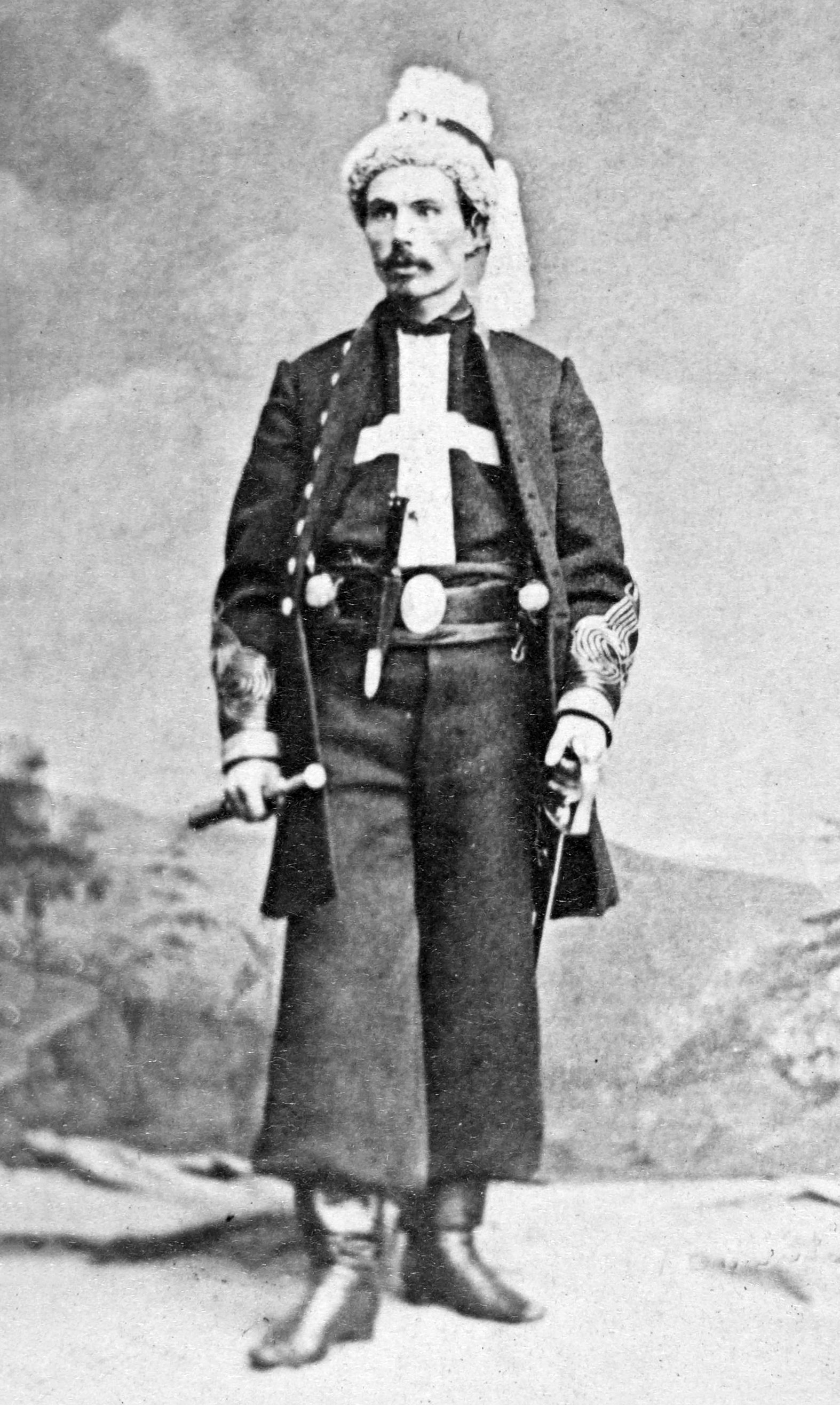
François Rochebrune con el uniforme de zuavo de la muerte.

La formación era conocida por sus uniformes distintivos y elaborados, basados en los zuavos argelinos, los cuales constaron de una camisa de algodón, un chaleco hecho de ante, una túnica de seda negra, una levita de seda negra, calzas, una bufanda negra y blanca, botas altas de cuero hasta la rodilla, un fez rojo con un borde de piel de carnero y una gran cruz blanca bordada en el pecho.
El estandarte e identificación de la unidad reflejaba el uniforme; era un estandarte negro con una cruz blanca, rodeado de bordados rojos y blancos (colores nacionales de Polonia), bordado con el lema W imię Boże - r. 1863 ("En el nombre de Dios - 1863").

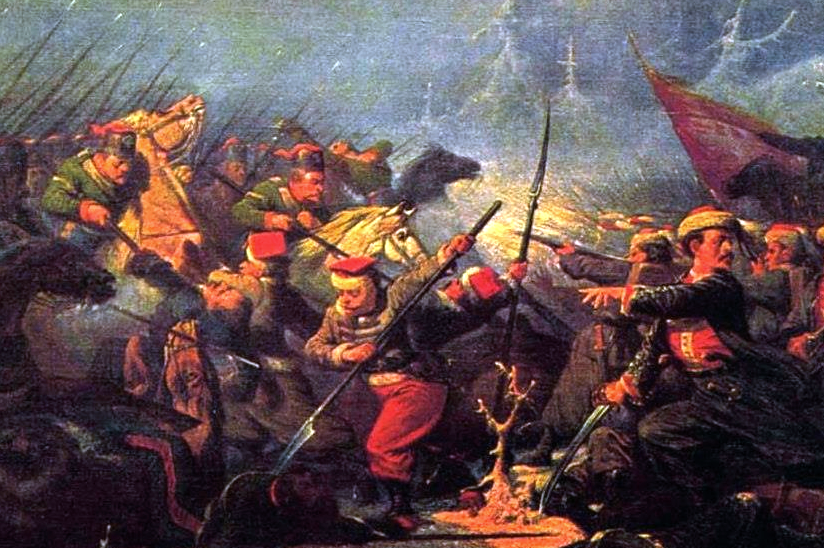
Zuavos en la batalla de Grochowiska.

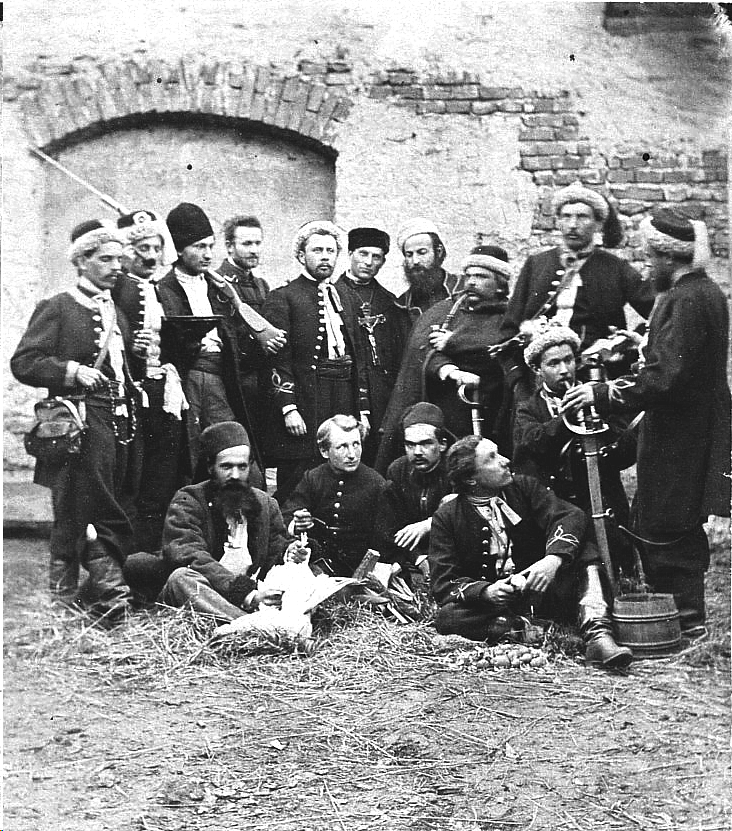
Fotografía de la unidad.

El bautismo de fuego de la unidad ocurrió en la Batalla de Miechów, donde al mando del asistente Wojciech Komorowski, cargaron con éxito contra las fuerzas rusas que defendían el cementerio local. Sin embargo, el combate general fue una derrota para los polacos. En la Batalla de Chroberz, los zuavos cubrieron la retirada del cuerpo principal de las fuerzas polacas al mando de Marian Langiewicz.También lucharon en la batalla de Grochowiska, donde capturaron puestos de artillería rusa pero sufrieron considerables bajas. En aquel encuentro Langiewicz perdió el control sobre el despliegue general de fuerzas, y fue Rochebrune quien asumió el mando y logró con éxito la retirada. Como resultado, fue ascendido al rango de General y, luego, incluso nominado para el puesto de líder general de la revuelta. Sin embargo, su candidatura no fue reconocida y, desilusionado con las luchas políticas que caracterizaron la insurrección, Rochebrune decidió regresar a Francia.
Otra parte de la unidad, al mando del Cpt. Stefan Malczewski, luchó en la Batalla de Pobiednik Mały donde, superados significativamente, también sufrieron grandes bajas, en buena parte debido a su negativa a retirarse de acuerdo con su juramento. Los cuerpos de los zuavos muertos fueron enterrados en una fosa común y las autoridades zaristas decretaron que la tumba debía dejarse sin marcar. Sin embargo, los aldeanos locales, desafiando la orden, plantaron cuatro árboles jóvenes en las esquinas de la fosa común para conmemorarlos. Más tarde, se construyó una lápida de cemento y un bisnieto de uno de los zuavos que murió en la batalla financió una estatua conmemorativa.
Rochebrune regresó a la lucha en los últimos meses de 1863, pero en ese momento la insurrección sufrió graves contratiempos militares y Rochebrune regresó a Francia.
Posteriormente, Rochebrune recibió la orden de la Legión de Honor por su participación en el levantamiento polaco por parte del gobierno francés. Se mantuvo como un firme defensor de la causa de la independencia polaca mientras estuvo en Francia. Participó en la guerra franco-prusiana con el rango de coronel, donde insistió en luchar con su uniforme de zuavo de la muerte al frente de una unidad que llamó Les Gaulois (Los galos). Fue asesinado en noviembre de 1870 por un disparo de francotirador cerca de Saint-Nube.
Después de la partida de Rochebrune, los zuavos de la muerte fueron liderados por un corto tiempo por el segundo al mando, Tytus O'Brien de Lacy (nombre de guerra "Grzymała")  pero para todos los propósitos  prácticos habían dejado de existir. Una parte de las tropas cruzaron a Austria, mientras veintiún de sus soldados se quedaron en Polonia y lucharon, junto con la Legión Garibaldi (voluntarios italianos que luchaban por Polonia, organizados por el hijo de Garibaldi, Menotti Garibaldi y dirigidos por Francesco Nullo) en la batalla de Krzykawka.
La revuelta fue finalmente aplastada por Rusia en 1864.
Włodzimierz Wolski compuso una canción dedicada a Zuavos, la "Marcha de Zuavos" ("Marsz Żuawów").